# Бидо, Жан-Люк
Жан-Люк Бидо (фр. Jean-Luc Bideau; родился 1 октября 1940) — швейцарский актёр театра и кино. В 1991 году получил французское гражданство с условием членства в Комеди Франсез.
Наиболее его известные роли — фильмы «Саламандра» и «Красная скрипка» и сериал «Спрут».

## Биография
Проведя детство в Женеве, Жан-Люк Бидо в 1959 году отправляется в Париж и поступает в Национальную консерваторию драматического искусства. Выпускается из нее в 1963 году, одновременно получая второе образование в классической комедии.
Он возвращается в Швейцарию в 1968 году и становится членом группы нового швейцарского кино, в котором состоят такие режиссеры как Мишель Суттер, Ален Таннер и Клод Горетта. Во Франции он работает с Коста-Гаврасом, Моки, Шабролем и Тавернье.
Одновременно он активно выступает в театре, с 1988 года резидент Комеди Франсез, а с 1991 по 1998 год — член его общества.
С 1998 года по 2002 год его карьера пошла в гору из-за участия в телесериале H. Позже он заявил, что больше не хочет ничего слышать о нем, устав от съемок из-за выходок Жемаля Дебузза, Эрика Жюдор и Рамзи Бедиа.
Жан-Люк Бидо женат на Марселе Саливаровой, уроженке Чехословакии. У них двое детей: Николас, глава Presence Switzerland, и Мартин, врач.

## Фильмография
- 1970 «Безумец» / Le fou — Жан-Люк
- 1971 «Саламандра» / La Salamandre — Пьер
- 1972 «Землемеры» / Les arpenteurs — Большой Леон
- 1973 «Приглашение» / L'invitation — Морис Дютуа
- 1975 «Травля» / La Traque — Филипп Мансар
- 1976 «Йонас, которому будет 25 лет в 2000 году» / Jonas qui aura 25 ans en l’an 2000 — Макс
- 1979 «Меланхоличная малышка / Melancoly baby» — Клод
- 1986 «Инспектор Лаварден» / Inspecteur Lavardin — Макс Шарне
- 1988 «Гвоздоед / Mangeclous» — Майкл
- 1989 «Спрут-4 / La Piovra 4» — Давиде Фаети
- 1998 «Красная скрипка / Le Violin rouge» — Жорж Пуссен
- 2008 «Треть мира / La troisième partie du monde» — профессор